# Estudio Géminis
El Estudio Géminis, o La Oficina como se lo conocía habitualmente, fue un espacio compartido por un grupo de historietistas argentinos para desarrollar sus tareas creativas, durante los años 1970, los 1980 y parte de los años 1990. Allí trabajaban individualmente, pero beneficiándose del intercambio de ideas y experiencias con sus compañeros de oficio. Se hallaba en el noveno piso de la Galería Azul, en la calle Lavalle al 2300, en pleno barrio del Once, (Buenos Aires, Argentina), 
Todo comenzó en diciembre de 1970, cuando, al finalizar las clases de historieta que daba Alberto Breccia en el IDA (Instituto de Directores de Arte), Szilagyi, González y otros de sus alumnos decidieron, por consejo del Maestro, continuar trabajando juntos mientras daban los primeros pasos en la profesión. Después de un tiempo, advirtieron que muchos de los dibujantes presentes (Gaspar, Merel, Mulko, Torre Repiso y Villarreal), pertenecían al signo de Géminis. De ahí el nombre.

## Características
Sus miembros fueron cambiando a través del tiempo, permaneciendo hasta el final únicamente Gaspar González. Unos se marchaban para trabajar en sus hogares, mientras otros los reemplazaban. Lo que caracterizó siempre a La Oficina, fue el espíritu de cordial camaradería y de puertas abiertas, donde todo el que necesitaba un lugar para ubicar su tablero de dibujo, lo encontraba, tanto si podía pagar o no su parte del alquiler. Frecuentemente, en un mismo trabajo podían llegar a colaborar dos, tres o más compañeros, cuando el que lo conseguía necesitaba ayuda. Nadie se iba del todo, sino que generalmente continuaba visitando asiduamente el lugar, en busca de novedades sobre la profesión, cambiar ideas sobre el arte de la historieta, tomar mate con los amigos, y hasta jugar alguna partida de ajedrez.

## Producción
Allí nacieron infinidad de historietas para las editoriales Columba, Record, Quinterno, García Ferré, Perfil, Mopasa; y también Thomson, Universo, Lancio y Eura, de Europa; tiras para diarios, ilustraciones, humor y caricaturas para todo tipo de revistas como Turay, Caras y Caretas, Rico Tipo, Satiricón, Operación Ja Ja, Sex Historietas, etc. En los años 1980, varios de sus miembros incursionaron con éxito en el campo de la animación, colaborando con Jaime Díaz Producciones, en series como Galtar, Wildfire, Los Pitufos (Smurfs), Los Supersónicos (Jetsons), Scooby Doo, etc. para Hanna-Barbera y otras empresas norteamericanas, incluida Disney.

## ¿El Fin?
Al promediar la década de 1990, el tiempo y el cierre de importantes fuentes de trabajo, habían dispersado a la mayoría de los artistas y ya la vieja Oficina fue perdiendo su razón de ser. Finalmente Gaspar González, y Alberto Caliva tomaron la difícil decisión de dar por concluido el ciclo de aquel, ahora, mítico "refugio de dibujantes".

## Continuidad en el Tiempo
Muchas han sido las colaboraciones entre los integrantes del estudio luego del cierre de "La Oficina". Podemos citar Los Grutynos, personajes de Beto Noy en los que colaboraron Gil y Massaroli entre 2006 y 2021, Savage Beauty, historieta realizada para Estados Unidos por José Massaroli con el pasado a tinta de Szilagyi y Gaspar, los libros de Massaroli para la editorial Fabro, coloreados por Gil entre 2012 y 2017. algunas historietas de Dago para italia realizadas entre Szilagyi y Gil, y las historietas Malvinas, los Héroes de Merlo, realizadas en 2022 por Gil, Massaroli y Szilagyi para la Secretaría de Cultura de la Municipalidad de Merlo, entre otros trabajos compartidos a lo largo del tiempo. 
Puede decirse entonces, que Géminis no ha dejado de existir, sólo dejó atrás su espacio físico, pero continúa vivo en la amistad y el corazón de quienes fueron sus integrantes.

## Integrantes

### Fundadores
- Carlos García Lamas
- Frank (Silvestre Szilagyi)
- Gaspar (Gaspar González)
- Pancho (Francisco Camet)

### Socios a través del tiempo
- Carlos Barragán
- Edilio A. Bustos
- Alberto Caliva
- Gerardo Canelo
- Ángel Fernández
- Ramón Gil
- (Hugo Alberto Díaz)
- Carlos Leopardi
- José Massaroli
- Horacio Merel
- Hernán Torre Repiso
- Rubén Villarreal

### Dibujantes amigos
| - Sergio Mulko - Jorge Gemelli - Stella Maris Fusé - Noemí Noel - Jorge Zaffino - Enrique Meier - Männken (Víctor Braxator) - Miguel Prystupa - Diego Navarro - Douglas Wright | - Morgan - Carlos Della Bianca - Juaro (Juan Romero) - Miguel Rep - Peni (Pedro Penizzotto) - Rubén Meriggi - Walter Alarcón - Pedro Santillán - Ana Favazza |